# Grande Prêmio da Austrália de 1977
O Grande Prêmio da Austrália de 1977 foi uma corrida de Fórmula 5000 realizada no Oran Park Raceway, em Sydney, no dia 6 de fevereiro.
Foi a 42ª edição do Grande Prêmio da Austrália e a primeira etapa da Rothmans International Series 1977.  Warwick Brown foi o vencedor da corrida.

## Classificação
Os resultados foram os seguintes:
| Pos | Nº | Piloto           | Carro                     | Voltas | Tempo                        |
| --- | -- | ---------------- | ------------------------- | ------ | ---------------------------- |
| 1   | 3  | Warwick Brown    | Lola T430 / Chevrolet     | 58     | 1h 05m 31,9s                 |
| 2   | 4  | Peter Gethin     | Chevron B24 / Chevrolet   | 58     | 1h 05m 46,7s                 |
| 3   | 2  | John Goss        | Matich A53 / Repco Holden | 58     | 1h 05m 49,2s                 |
| 4   | 6  | Alan Jones       | Lola T332 / Chevrolet     | 58     | 1h 05m 51,9s                 |
| 5   | 1  | Vern Schuppan    | Elfin MR8 / Chevrolet     | 57     |                              |
| 6   | 12 | Garrie Cooper    | Elfin MR8 / Chevrolet     | 56     |                              |
| 7   | 15 | Terry Hook       | Lola T332 / Chevrolet     | 54     |                              |
| 8   | 10 | Chris Milton     | Gardos OR2 / Chevrolet    | 52     |                              |
| 9   | 14 | Jon Davison      | Matich A51 / Repco Holden | 52     |                              |
| 10  | 19 | John Edmonds     | Elfin MR5B / Holden       | 48     |                              |
| 11  | 5  | Kevin Bartlett   | Lola T332 / Chevrolet     | 45     |                              |
| Ret | 77 | John McCormack   | McLaren M23 / Leyland     | 42     | motor fundido                |
| Ret | 8  | Graeme Lawrence  | Lola T332 / Chevrolet     | 18     | motor quebrado               |
| Ret | 62 | Dave Powell      | Matich A51 / Repco Holden | 17     | superaquecimento             |
| Ret | 84 | Alfredo Costanzo | Lola T332 / Chevrolet     | 8      | eixo de acionamento quebrado |
| DNS | 16 | Max Stewart      | Lola T400 / Chevrolet     |        | válvula solta                |
| DNS | 17 | Ken Shirvington  | Lola T400 / Chevrolet     |        |                              |